# Eirenis
Eirenis är ett släkte av ormar. Eirenis ingår i familjen snokar.
Släktets medlemmar är med en längd upp till 75 cm små ormar. De förekommer från norra Afrika över Turkiet och Mellanöstern till nordvästra Indien. Arterna gömmer sig ofta mellan stenar och träbitar som ligger på marken. De äter små ödlor och ryggradslösa djur. Hos arter som är mera kända lägger honor ägg.
Arter enligt Catalogue of Life:
- Eirenis africana
- Eirenis aurolineatus
- Eirenis barani
- Eirenis coronella
- Eirenis coronelloides
- Eirenis decemlineatus
- Eirenis eiselti
- Eirenis hakkariensis
- Eirenis levantinus
- Eirenis lineomaculatus
- Eirenis mcmahoni (enligt The Reptile Database: Eirenis persicus)
- Eirenis medus
- Eirenis modestus
- Eirenis punctatolineatus
- Eirenis rechingeri
- Eirenis rothii
- Eirenis thospitis

The Reptile Database listar ytterligare tre arter:
- Eirenis collaris
- Eirenis kermanensis
- Eirenis occidentalis